# Mesotelioma
Il mesotelioma è una neoplasia che origina dal mesotelio, lo strato di cellule che riveste le cavità sierose del corpo: pleura, peritoneo, pericardio, cavità vaginale dei testicoli. La quasi totalità dei casi attualmente rilevati del tumore si riferisce a mesotelioma pleurico, il rivestimento dei polmoni e della parte toracica. Segni e sintomi del mesotelioma possono includere mancanza di respiro dovuta a liquido intorno al polmone, addome gonfio, dolore alla parete toracica, tosse, sensazione di stanchezza e perdita di peso. Tali sintomi, in genere, si manifestano lentamente.
Oltre l'80% dei casi di mesotelioma è correlato all'esposizione alle fibre aerodisperse dell'amianto (asbesto), con una latenza temporale particolarmente elevata, quindici-quarantacinque anni, e un decorso di uno-due anni. Maggiore è l'esposizione, maggiore è il rischio. Nel 2013, circa 125 milioni di persone in tutto il mondo sono state esposte all'amianto per via del loro lavoro. Le persone con maggior probabilità di sviluppare la malattia sono coloro che estraggono l'amianto, realizzano prodotti dall'amianto, lavorano con prodotti di amianto, vivono con persone esposte all'amianto o svolgono attività continuative in edifici contenenti amianto. Anche lavare i vestiti di chi ha lavorato con l'amianto può aumentare il rischio. Altri fattori di rischio includono la genetica e l'infezione da Simian virus 40. La diagnosi può essere sospettata sulla base di una radiografia del torace e di una tomografia computerizzata, mentre la conferma avviene dall'esame del fluido prodotto o da una biopsia tissutale del tumore.
La prevenzione si concentra sulla riduzione dell'esposizione all'amianto mentre il trattamento spesso prevede il ricorso alla chirurgia, alla radioterapia e alla chemioterapia. Una procedura nota come pleurodesi, in cui si utilizzano sostanze come il talco per cicatrizzare la pleura, può essere utilizzata per prevenire l'accumulo di eccessivo liquido intorno ai polmoni. La chemioterapia include spesso gli agenti cisplatino e pemetrexed. La prognosi è spesso infausta, negli Stati Uniti solo in media l'8% dei pazienti è ancora in vita a cinque anni dalla diagnosi.
Nel 2015, circa 60 800 persone vivevano con una diagnosi di mesotelioma e 32 000 sono morte a causa della malattia. L'incidenza del mesotelioma varia nelle diverse aree del mondo, i tassi più alti si riscontrano in Australia e nel Regno Unito mentre quelli più bassi si hanno in Giappone. Negli Stati Uniti vengono individuati circa 3 000 casi all'anno. È più frequente nel sesso maschile rispetto a quello femminile. È stato osservato un aumento della prevalenza della malattia a partire dagli anni 1950. La diagnosi solitamente riguarda persone di età superiore ai 65 anni e la maggior parte dei decessi si verifica intorno ai 70 anni. La malattia era rara prima che iniziasse l'uso commerciale dell'amianto.
Nel 2024 Johnson & Johnson ha comunicato che pagherà 6,5 miliardi di dollari per risolvere la maggior parte delle cause legali intentate da donne che si sono ammalate di mesotelioma alle ovaie collegato all'uso di prodotti a base di talco come il borotalco.

## Epidemiologia
Sebbene l'incidenza sia aumentata negli ultimi 20 anni, il mesotelioma è ancora un tumore relativamente raro e inserito nella lista dei tumori rari. Il tasso di incidenza varia da un paese all'altro, da meno di 1 caso all'anno su 1 000 000 di abitanti in Tunisia e Marocco, a più di 30 casi all'anno su 1 000 000 di abitanti osservati in Gran Bretagna, Australia e Belgio. Per fare un confronto, le popolazioni in cui si riscontra un elevato tabagismo accusano un'incidenza di tumore ai polmoni di oltre 1 000 casi all'anno su 1 000 000 di abitanti. L'incidenza del mesotelioma maligno varia attualmente da circa 7 a 40 casi su 1 000 000 nelle nazioni occidentali industrializzate, a seconda dell'esposizione della popolazione all'amianto negli ultimi decenni. L'incidenza mondiale è stimata in 1-6 casi per 1 000 000 di abitanti. L'incidenza con cui si presenta il mesotelioma è differita rispetto a quella dell'asbestosi, a causa del maggior tempo necessario perché si sviluppi. La sospensione dell'uso dell'amianto nei paesi sviluppati, avvenuta negli ultimi decenni del XX secolo, fa supporre che l'incidenza del mesotelioma dovrebbe diminuire nel tempo, mentre si prevede che possa continuare ad aumentare nei paesi in via di sviluppo dove si continua ad utilizzarlo. Il mesotelioma si verifica più spesso nel sesso maschile rispetto a quello femminile e il rischio aumenta con l'età, tuttavia può riscontrarsi sia negli uomini che nelle donne e a qualsiasi età. I casi che coinvolgono la pleura sono i più comuni, seguiti da quelli che interessano il peritoneo; meno del 5% sono pericardici. Solitamente la diagnosi di mesotelioma avviene ad un'età compresa tra i 50 e i 70 anni.
In Italia, dove l'amianto è stato prodotto e utilizzato fino alla fine degli anni '80, nel 2002 è stato istituito presso l’Inail, Dipartimento di medicina, epidemiologia, igiene del lavoro e ambientale (Dimeila), un registro dei casi accertati di mesotelioma, il registro è aggiornato periodicamente e analizza caso per caso le singole esposizioni all'amianto.
Tra il 1940 e il 1979, circa 27,5 milioni di persone sono state professionalmente esposte all'amianto negli Stati Uniti. Nel Regno Unito i decessi attribuiti al mesotelioma sono aumentati, passando da circa 1 500 negli anni 2000 ai circa 3 000 registrati nel 2020.

### Fattori di rischio

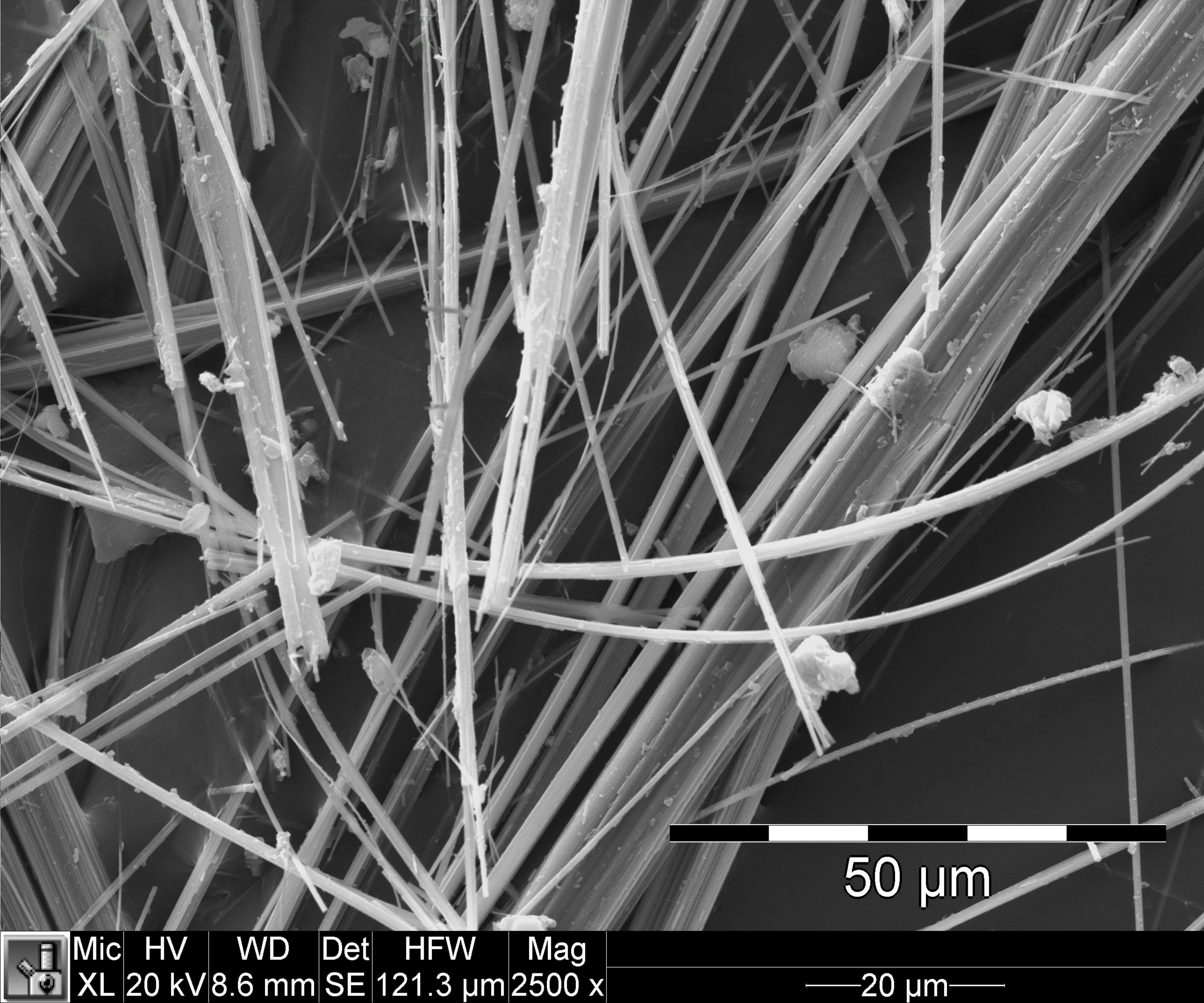
Fibre di amianto

Si ritene che oltre l'80% dei mesoteliomi sia causato dall'esposizione all'amianto. L'esposizione può essere lavorativa, per gli operatori impegnati nella produzione e nell'utilizzo industriale di amianto e derivati, o paraoccupazionale, per l'uso dei relativi manufatti. L'esposizione può essere anche non professionale, cioè correlata all'uso dei manufatti per scopi non lavorativi e naturale, nei rari casi di esposizione in locazioni geologiche a polveri di origine naturale, non di cava. Uno dei tanti esempi della correlazione tra esposizione all'asbesto e sviluppo di mesotelioma è l'alta diffusione della condizione nella zona di Casale Monferrato in Italia, in provincia di Alessandria, dove, dal 1907 al 1987, ha avuto sede uno dei principali stabilimenti Eternit della penisola.
Essendo, il mesotelioma, una patologia ad alta latenza temporale (insorgenza mediamente dopo trent'anni) e essendo fortemente correlata all'uso industriale dell'amianto si prevede, per i paesi che ne hanno sospeso l'utilizzo, un livello costante di incidentalità seguito da una successiva decrescita dei casi. Ad esempio, in Italia l'amianto è stato vietato per legge a partire dal 1992 e dunque ci si aspetta che il numero dei casi rimanga pressoché simile fino al 2022 (cioè circa 30 anni dopo il 1992) per poi diminuire costantemente.

## Storia

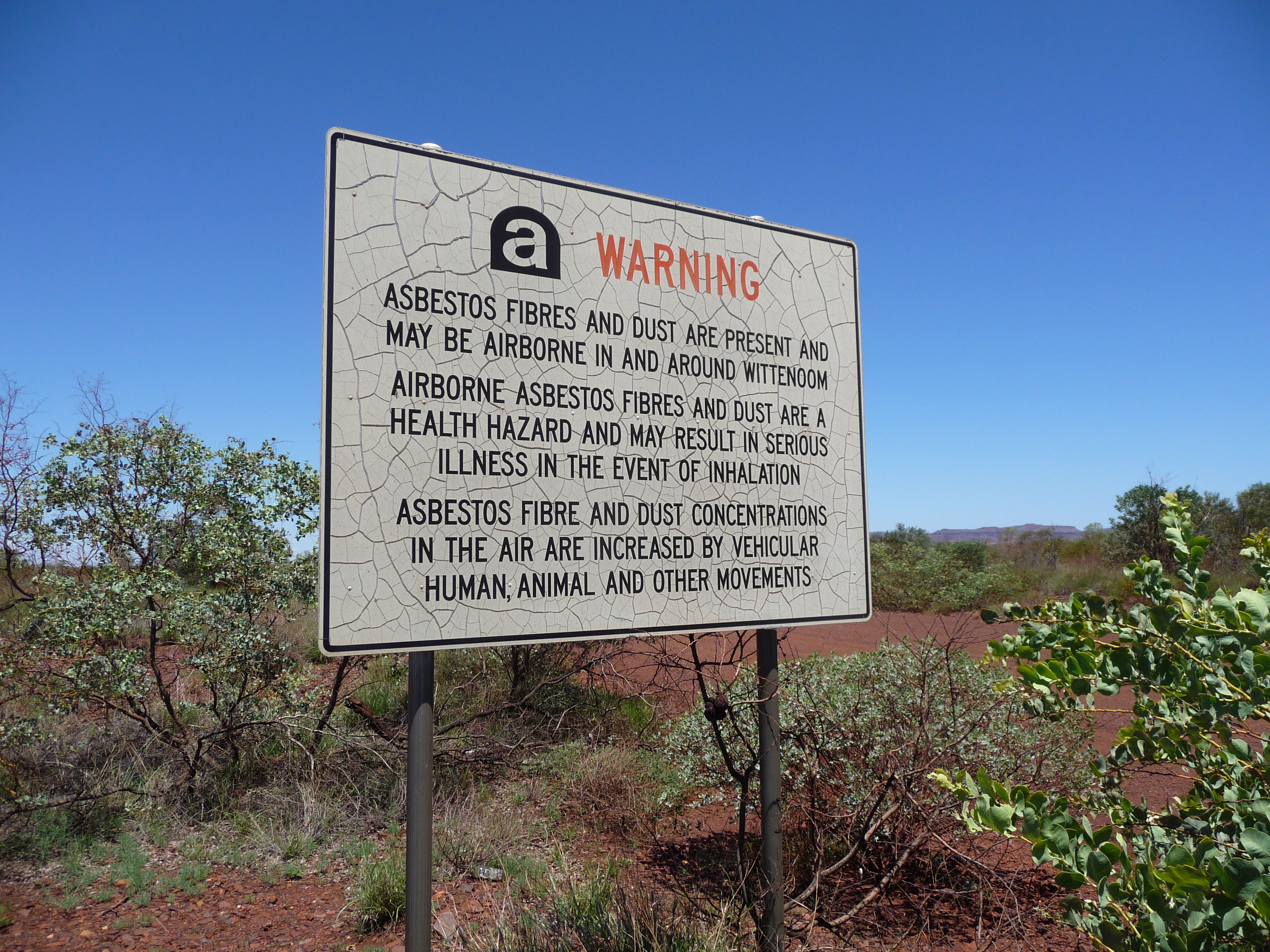
Cartello che avverte la pericolosità di entrare a Wittenoom. La cittadina venne abbandonata dopo che le autorità furono a conoscenza di una maggior frequenza di mesotelioma nella popolazione residente per via della miniera di amianto presente

La prima menzione circa una correlazione tra mesotelioma ed esposizione all'amianto sotto forma di crocidolite è apparsa in un articolo pubblicato da Wagner et al. nel 1960. Lo studio riportava più di trenta casi di pazienti del Sudafrica che presentavano la condizione.
Nel 1962, McNulty riportò il primo caso di mesotelioma maligno diagnosticato in Australia in un lavoratore esposto all'amianto. L'operaio aveva lavorato nel mulino della miniera di amianto di Wittenoom dal 1948 al 1950. Nella stessa città è stato osservato che i rifiuti provenienti dalla miniera venissero riutilizzati per il rivestimento dei parchi e delle aree da gioco. Nel 1965, un articolo pubblicato sulla rivista britannica di medicina del lavoro osservava che le persone che avevano vissuto nelle vicinanze di fabbriche e miniere di amianto, senza tuttavia lavorarvi, avevano avuto un'incidenza maggiore di sviluppare il mesotelioma rispetto alla popolazione in generale. Nonostante l'evidenza che la polvere associata all'estrazione dell'amianto e alla macinazione delle fibre fosse la causa delle malattie legate all'amianto, l'estrazione mineraria iniziata a Wittenoom nel 1943 continuò fino al 1966. Nel 1974, i primi avvertimenti pubblici sui pericoli dell'amianto furono pubblicati in un bollettino di una rivista australiana con il titolo "Is That Killer In Your House?" Nel 1978, il governo dell'Australia Occidentale decise di far abbandonare Wittenoom dopo che il servizio sanitario nazionale aveva pubblicato uno studio dal titolo "Il rischio sanitario a Wittenoom", contenente i risultati dei campioni atmosferici e una valutazione dei dati medici disponibili in tutto il mondo.
A partire dagli anni 1990 molti paesi hanno vietato l'uso dell'amianto proprio per la sua pericolosità, a titolo di esempio la Francia e la Polonia lo hanno bandito nel 1997, l'Italia nel 1992, la Nuova Zelanda ne ha vietato l'importazione nel 1984, il Giappone si è allineato ai divieti solamente nel 2002. Negli Stati Uniti, sebbene non sia stato vietato formalmente, a partire dal 1970 il suo utilizzo è posto sotto rigide restrizioni che, di fatto, ne proibiscono moltissime applicazioni. Al 2020, 67 nazioni e territori hanno vietato l'utilizzo di amianto.

## Patogenesi
Si è scoperto che in realtà l'amianto di per sé non è un agente mutageno, ma è in grado di favorire l'auto-fosforilazione dell'EGFR attivando la via proliferativa RAS-MAP chinasi. Poi le forme cristalline contenenti anche ferro (crocidolite) sono in grado di catalizzare la sintesi di specie reattive dell'ossigeno che sono cancerogene.
Altri studi mostrano anche un ruolo del virus SV40 che sembra possedere due antigeni implicati nella tumorigenesi: un antigene nucleare (small t antigen) in grado di favorire la progressione del ciclo cellulare stimolando alcune chinasi e un antigene più grande (large t antigen) in grado di favorire la creazione di mutazioni e l'espressione del fattore di crescita IGF1. Inoltre entrambe queste proteine sembrano capaci di reprimere diversi geni oncosoppressori.
Studi recenti attribuiscono al gene CDKN2A (Cyclin Dependent Kinase Inhibitor 2A, un gene che nell'uomo si trova nel cromosoma 9), un ruolo importante nella patogenesi del mesotelioma pleurico maligno.

## Anatomia patologica
Il mesotelioma si presenta macroscopicamente come un ispessimento della pleura, generalmente diffuso, più raramente nodulare. La sua crescita può portare a obliterazione dello spazio pleurico e conseguente blocco polmonare; nel caso, richiede un intervento demolitivo. Si presenta in tre forme istologiche: 
- epitelioide: presenza di cellule neoplastiche cuboidali che formano papille e ghiandole che crescono infiltrando lo spazio pleurico. Tra i marker immunoistochimici abbiamo positività per la calretinina (una proteina espressa dalle cellule mesoteliali funzionali). La presenza di calretinina indica un tumore ben differenziato;
- sarcomatoide: sono presenti cellule fusate atipiche, l'immunoistochimica per la calrtenina, in questa variante è negativa. Entra in diagnosi differenziale con altre lesioni sarcomatoidi polmonari;
- bifasica: aree a varianti epitelioidi e aree a varianti sarcomatoidi.

## Segni e sintomi
I principali sintomi spesso sono sovrapponibili ad altre malattie e possono ritardare la diagnosi e consistono in: tosse, dolore toracico o alla schiena, febbre e dispnea ingravescenti, più raramente anoressia (in caso di mesotelioma peritoneale, anche dolore addominale). La sintomatologia sistemica può comprendere: astenia e malessere generale. Il segno rilevabile più di frequente è il versamento pleurico; in casi più limitati possono anche esserci febbre e calo ponderale.

## Diagnosi

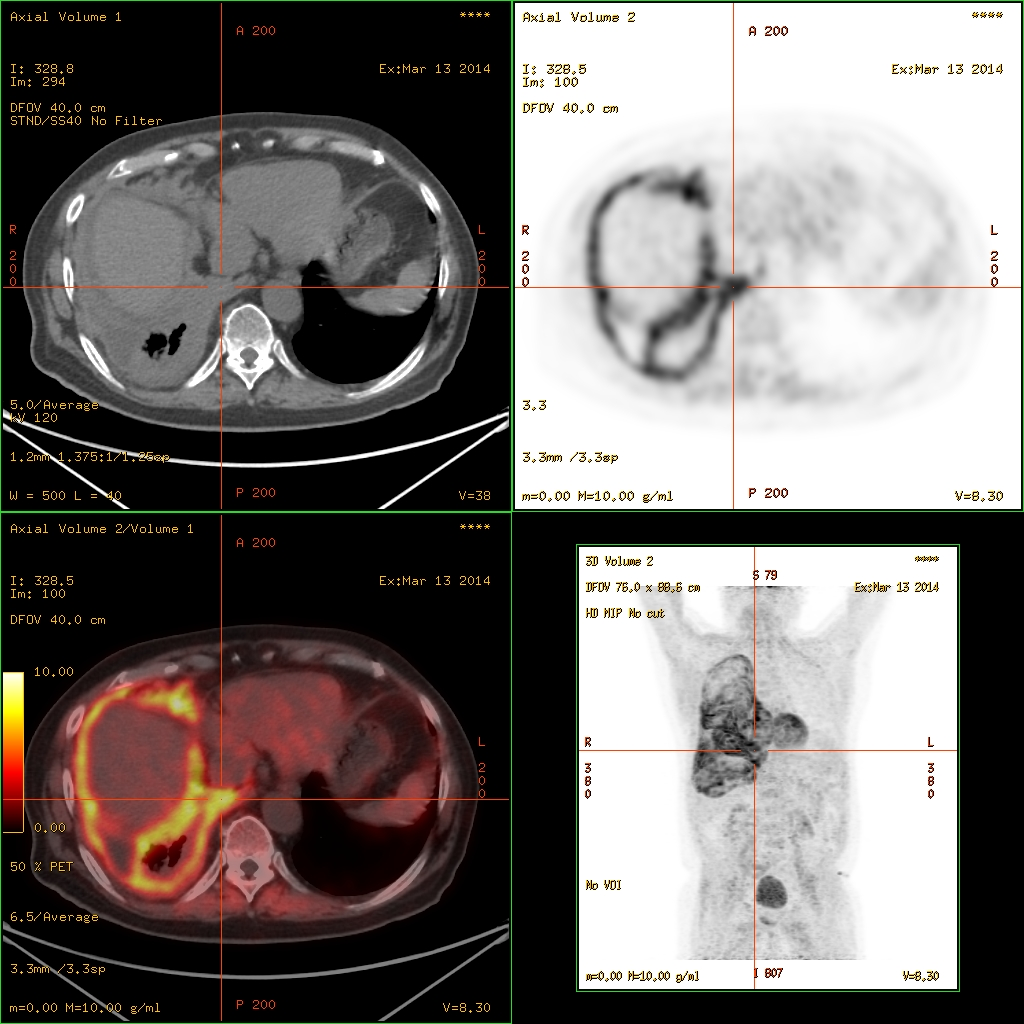
Mesotelioma pleurico studiato attraverso PET-TC

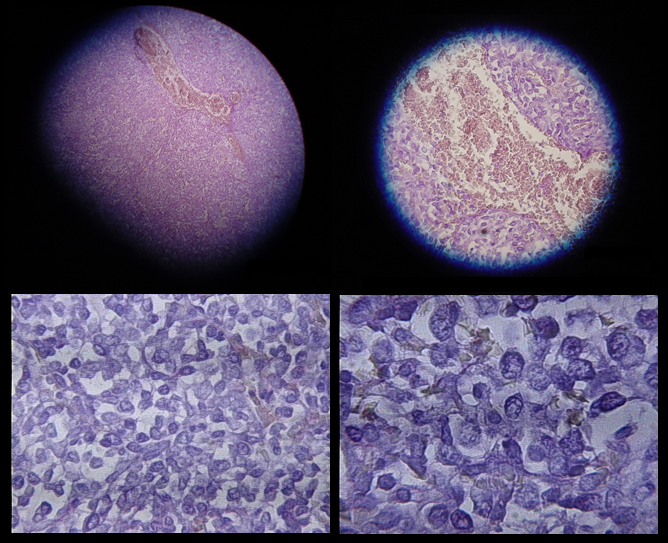
Preparato istologico di mesotelioma.

La diagnosi è istologica/radiologica (mediante studio TC del polmone). Inoltre il mesotelioma è positivo per la calretinina, una proteina legante il calcio, vitamina D-dipendente, correlata alla trasduzione di segnale cellulare calcio dipendente e, in microscopia elettronica, evidenzia grossi e abbondanti microvilli (al contrario dei carcinomi che ne hanno pochi e piccoli). Altri marcatori utili per la diagnosi sono connessi al monitoraggio dei livelli di alcune proteine: il Soluble mesothelin-related peptide (SMRP), un peptide correlato alla mesotelina (la proteina prodotta dalle cellule del mesotelio), l'osteopontina, la proteina espressa da vari tumori come il tumore del polmone, il tumore della mammella, il tumore del colon, e la misurazione della fibulina-3 nel plasma.
La PET al momento non è raccomandata nell'eseguire il normale processo stadiativo, in quanto meno sensibile della TC (a parte nei pazienti con tumore potenzialmente resecabile a cui va abbinata); ma d'altra parte sembra essere utile nel follow up dei pazienti, in quanto la positività delle lesioni sembra correlata all'efficacia delle terapie effettuate.

## Stadiazione
Esistono diverse classificazioni per il mesotelioma elaborate da diversi autori nel tempo:

### Butchart (1979)
1. confinato nella pleura parietale
2. invade la parete mediastinica, gli organi toracici e/o i linfonodi toracici
3. invade il diaframma, il pericardio raggiungendo il cuore, la pleura controlaterale, il peritoneo o organi extratoracici
4. presenza di metastasi a distanza ematogene

### Brigham (1993)
1. confinato nella pleura parietale omolaterale alla zona colpita, al pericardio, al polmone e al diaframma omolaterali
2. colpiti i linfonodi intratoracici e tumore come stadio 1
3. coinvolgimento tumorale extratoracico senza metastasi a distanza o linfonodi positivi fuori dal torace
4. metastasi a distanza presenti

### Sugarbaker (1999)
1. tumore confinato nella pleura parietale completamente resecabile
2. stessa cosa dello stadio 1 ma con margini di resezione positivi o linfonodi intratoracici coinvolti
3. estensione locale agli organi mediastinici o coinvolgimento peritoneale
4. metastasi a distanza

### Classificazione IMIG
Dal 1995 l'International Mesothelioma Interest Group ha proposto una classificazione clinica per i casi di mesotelioma pleurico basata sulla classificazione TNM.
| Classificazione | Descrizione |
| --------------- | --- |
| T               | Tumore primitivo |
| Tx              | Non è possibile definire il tumore primitivo |
| T0              | Assenza di elementi del tumore primitivo |
| T1              | Estensione limitata alla pleura parietale omolaterale con o senza coinvolgimento della pleura mediastinica o diaframmatica |
| T1a             | Confinato nella pleura parietale senza coinvolgimento di quella viscerale |
| T1b             | Foci isolati nella pleura viscerale |
| T2              | Coinvolta la pleura parietale e presenza di una delle condizioni di cui sotto: - coinvolto il diaframma - coinvolta la pleura viscerale ed estensione al parenchima polmonare                                                                                              |
| T3              | Tumore localmente avanzato resecabile; coinvolgimento sempre ipsilaterale più le condizioni sotto: - coinvolta la fascia endotoracica - tumore completamente resecabile che coinvolge i tessuti molli e la parete toracica - non coinvolgimento transmurale del pericardio |
| T4              | Tumore avanzato non resecabile |
|                 | |
| N               | Linfonodi regionali |
| Nx              | Linfonodi metastatici non identificabili |
| N0              | Assenza di metastasi linfonodali |
| N1              | Coinvolti i linfonodi ipsilaterali broncopolmonari e dell'ilo polmonare |
| N2              | Metastasi ai linfonodi sottocarenali o toracici ipsilaterali (inclusi i mammari interni) |
| N3              | Coinvolgimento linfonodale esteso oltre le predette sedi |
|                 | |
| M               | Metastasi a distanza |
| Mx              | Metastasi non determinabili |
| M0              | Metastasi assenti |
| M1              | Presenza di metastasi a distanza |

Quest'ultimo sistema ha il vantaggio di offrire buone comparazioni tra gli studi e i risultati clinici, ma:
- fra T2 e T3 la distinzione è minima in termini di sopravvivenza
- L'N è uguale a quello del carcinoma del polmone, in quanto non si sa come classificare questa forma vista la bassa prevalenza della patologia.

In base alla classificazione IMIG si ha la seguente stadiazione della malattia:
| Stadio IA  | T1a, N0, M0                        |
| Stadio IB  | T1b, N0, M0                        |
| Stadio II  | T2, N0, M0                         |
| Stadio III | Ogni T3 M0, ogni N1 M0, ogni N2 M0 |
| Stadio IV  | Ogni T4, ogni N3, ogni M1          |

## Trattamento

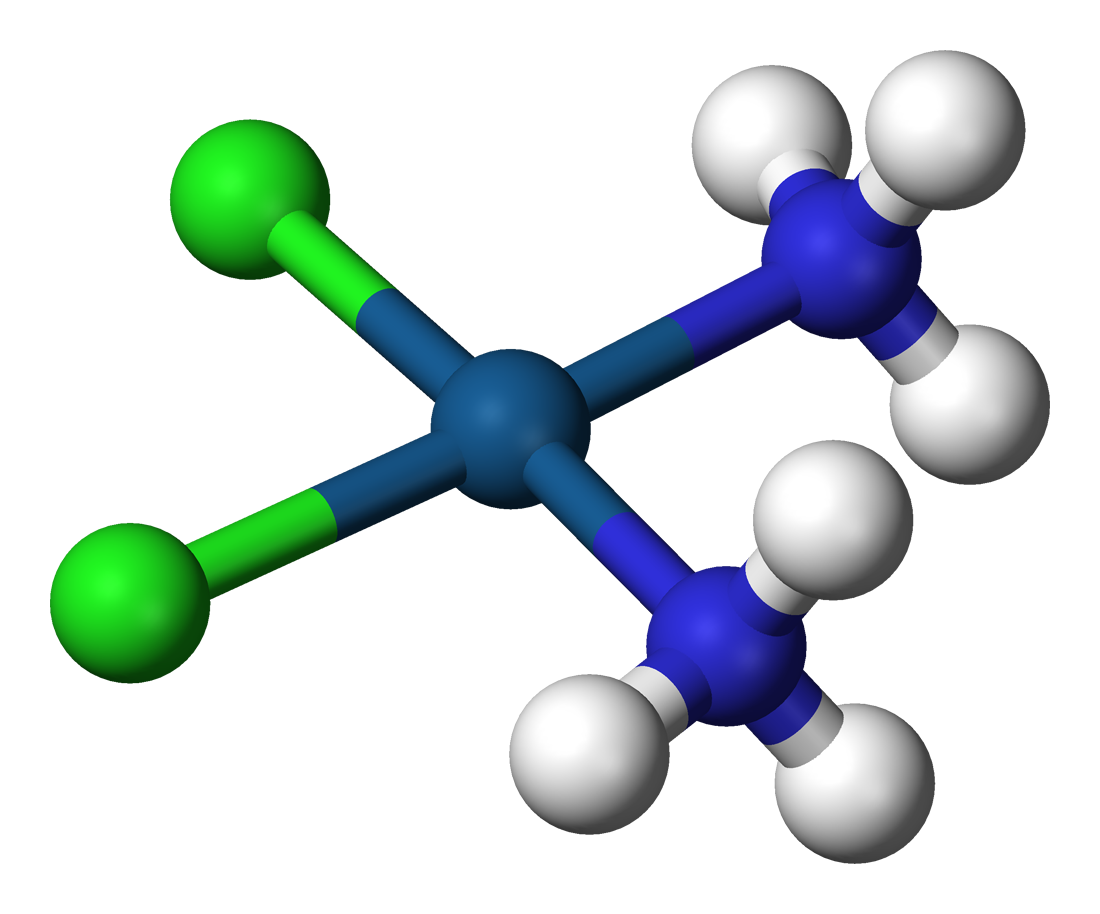
Rappresentazione grafica tridimensionale di una molecola di cisplatino, un agente chemioterapico antineoplastico utilizzato spesso in combinazione con il pemetrexed nel trattamento del mesotelioma

Non esistono linee guida precise per il trattamento del mesotelioma. Comunemente nello stadio 1 e in limitati casi di stadi 2 e 3 è prevista la pleurectomia  con decorticazione della pleura oppure la pleuropneumectomia (vengono tolti la pleura e la parte di polmone coinvolti) o, nel caso di localizzazioni peritoneali, la peritonectomia (asportazione del peritoneo colpito). A fine intervento può essere associata la chemioterapia ipertermica intracavitaria (chemioipertermia), che consiste nel lavaggio continuo del campo operatorio con farmaci chemioterapici ad alte temperature, con lo scopo di "sterilizzare" la zona e ridurre il rischio di recidive. Questo tipo di trattamento ha mostrato un aumento della sopravvivenza e della qualità della vita, e può essere eseguito sia per il cavo pleurico che per quello peritoneale. Negli stadi più avanzati la terapia chirurgica non è indicata, ma utili sono la radioterapia e chemioterapia integrate. Nello stadio 4 è prevista solo la palliazione; tra tali tecniche si ricorda la pleurodesi. Nel far ciò si fanno aderire i 2 foglietti pleurici tramite mezzo chimico, biologico o meccanico al fine di prevenire versamenti e perdite d'aria. I primi due mezzi agiscono provocando liberazione di IL-8 da parte del mesotelio pleurico la quale richiamando granulociti neutrofili per chemotassi fa sì che questi scatenino l'infiammazione e il rilascio di fibrina, da qui il richiamo in sede di fibroblasti e la reazione di fibrosi che salda assieme i due foglietti. Il mezzo usato più frequentemente per indurre questo fenomeno è il talco (talcaggio). Tale procedura è la migliore sia per gli esiti che per il basso costo. Controindicazioni alla procedura sono il paziente terminale, con gravi turbe respiratorie, con aderenze, linfangite carcinomatosa o disturbi coagulativi. L'efficacia poi è maggiore se fatta in fasi precoci in quanto la pleura e il polmone sani rispondono meglio. I trattamenti proponibili contro il dolore consistono in analgesici, nella radioterapia e soprattutto nella chemioterapia palliativa. La combinazione pemetrexed + cisplatino sembra essere la migliore, va però supplementata con vitamina B12 e folati per prevenire la mielodepressione. Tale terapia è controindicata in soggetti con clearance della creatinina minore di 45 ml/min e in ogni caso la pianificazione deve essere fatta da oncologi esperti in questo tumore.
Vista l'elevata mortalità di questa forma tumorale sono in studio varie tecniche di terapia mirata, tra le quali una promettente con la lurbinectedina, anche se i risultati sono stati ottenuti da una coorte relativamente piccola.

## Prognosi
La prognosi è infausta. Caratterizzato da aggressività e resistenza alle comuni terapie, consente una sopravvivenza media di 7,7 mesi (scarto 1-72) dal momento della diagnosi. L'età maggiormente colpita è compresa tra i 40 e i 60 anni con il sesso maschile affetto nel 60% dei casi, principalmente per la maggior esposizione lavorativa della relativa popolazione all'agente cancerogeno.

## Prevenzione
La maggior parte dei casi di mesotelioma possono essere prevenuti limitando l'esposizione alle fibre di amianto. Lo statunitense National Institute for Occupational Safety and Health raccomanda di mantenere il limite di 0.1 fibre di amianto per centimetro cubico.

## Ricerca

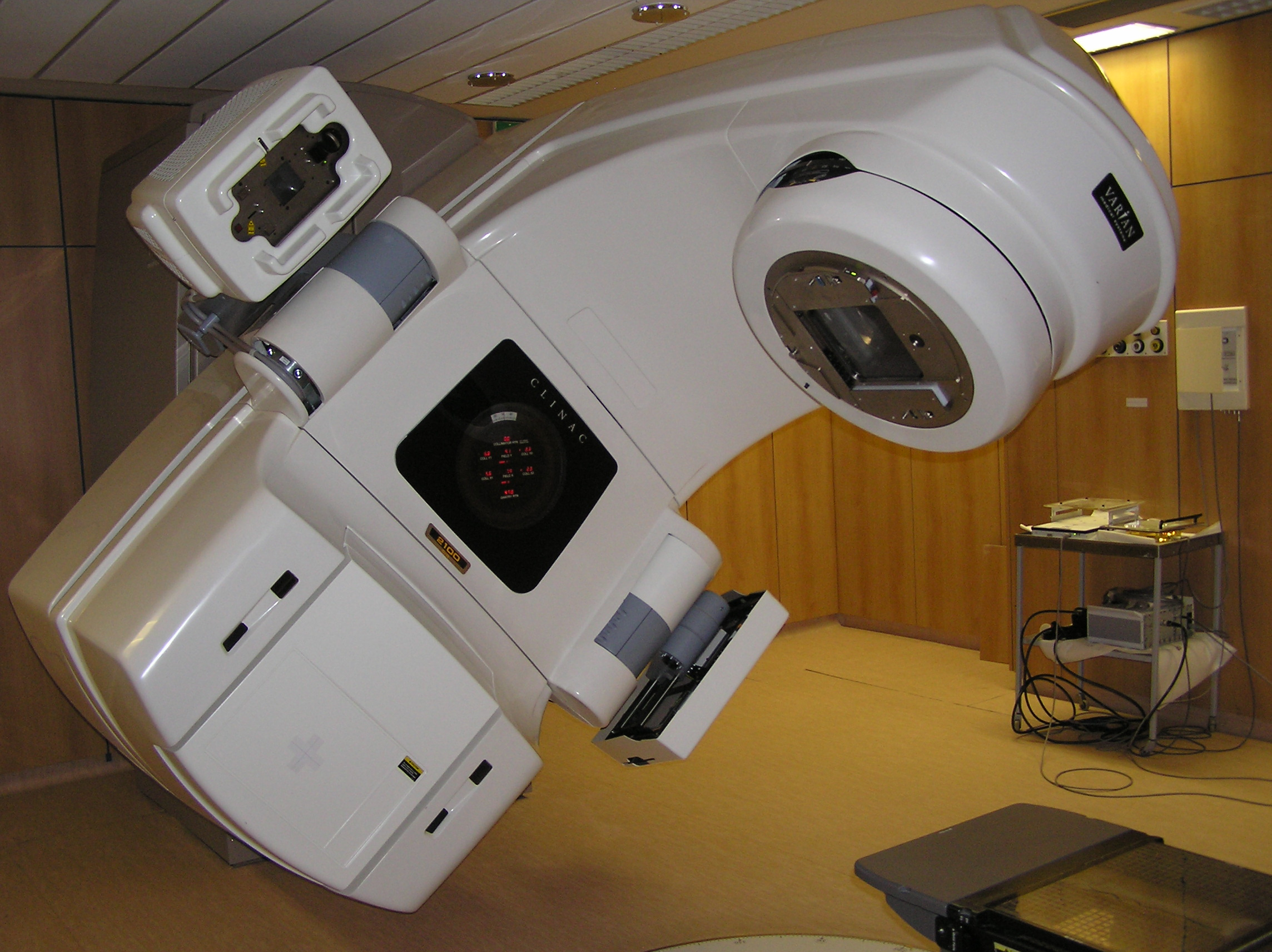
Un acceleratore lineare per radioterapia; il miglioramento del trattamento radioterapico è uno dei campi di ricerca per gestione del mesotelioma

Agli anni 2020 la ricerca sul mesotelioma è attiva su vari fronti. Nuovi farmaci basati sull'immunoterapia, in grado di sollecitare il sistema immunitario contro il tumore, sono allo studio, così come si stanno valutando nuovi regimi chemioterapici ed in particolare alcuni che prevedano l'aggiunta del bevacizumab. Parte della ricerca si concentra anche sul miglioramento di altre strategie di trattamento, come la radioterapia, in particolare quella a intensità modulata, e la terapia genica. Alcuni studi sono mirati a valutare gli eventuali benefici dell'intervento chirurgico combinato con la chemioipertermia o con la crioterapia oncologica.
È stato sottolineato come sia opportuna una maggior comprensione dei meccanismi d'azione sul mesotelioma da parte della Alternating electric field therapy (TTFields), un trattamento approvato dalla statunitense Food and Drug Administration nel 2019 per i casi localmente avanzati e non resecabili, affinché si possa valutarne l'efficacia e l'eventuale miglior utilizzo.
La frequente infelice prognosi dei casi di mesotelioma ha reso necessario porre particolare attenzione allo sviluppo e al miglioramento delle cure palliative volte a minimizzare gli effetti collaterali delle cure e migliorare la qualità della vita dei pazienti.

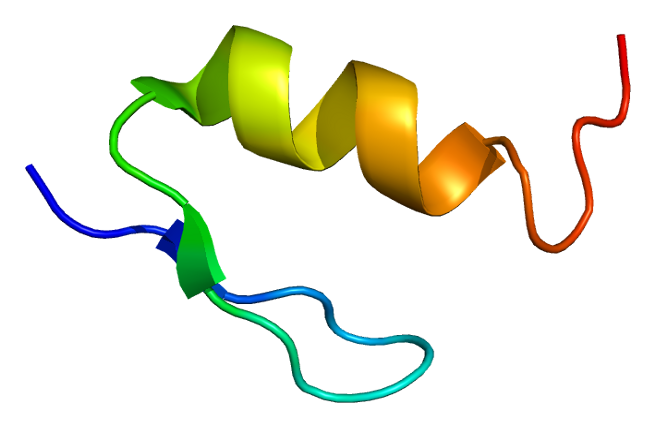
Rappresentazione grafica della proteina WT-1

Studi sulla genetica del mesotelioma sono molto promettenti. In primo luogo, essi si concentrano sulle possibili mutazioni che possono facilitare l'insorgenza di tale patologia e sull'individuazione di particolari marker che possano permettere una diagnosi precoce e dunque strategie di screening sulla popolazione. In secondo luogo, lo studio delle cellule tumorali potrebbe facilitare lo sviluppo di nuovi farmaci; in particolare, è stato osservato come la proteina WT-1 appaia nel mesotelioma sovraespressa, ritenendola quindi un potenziale bersaglio per futuri farmaci.
In gran parte del mondo vi sono istituti di ricerca che si occupano di mesotelioma, spesso dipendenti da università, centri oncologici, fondazioni di ricerca e enti ospedalieri. Ad esempio, negli Stati Uniti, la Mesothelioma Applied Research Foundation, un'organizzazione senza scopo di lucro sovvenzionata da privati, finanzia la ricerca sul mesotelioma, fornisce servizi ai pazienti, educa il pubblico e sostiene i finanziamenti governativi per la ricerca. In Italia, presso l'ospedale di Alessandria si trova il biorepository "Banca biologica del mesotelioma maligno" contenente trent'anni di campioni di materiale biologico e che a inizio 2021 è entrata nel Nodo Nazionale dell’Infrastruttura di Ricerca Europea delle Biobanche e delle Risorse BioMolecolari (BBMRI-ERIC).